# 宍戸マサル
宍戸 マサル（ししど マサル、旧芸名・旧本名：宍戸勝、現本名：長田勝〔おさだ まさる〕、1968年8月15日 - ）は、日本の俳優、ムード歌謡歌手。東京都日野市出身。「新☆ハッピー＆ブルー」リーダー兼リードボーカル。ジャパンドリームミュージック合同会社代表。東映戦隊ヒーローの主役出身者で結成したグループユニット「レジェンドヒーロー90's」代表。

## 来歴
出生は八王子、幼少期から18歳まで日野（東京都日野市）に居住、四人兄弟の末っ子（姉二人、兄一人）。小学6年生の時に劇団に入る。
1981年に木曜ゴールデンドラマ『42時間の恐怖』（出目昌伸監督作品）で鶴田浩二の息子役としてデビュー。
1982年、友達と遊べないことが嫌になって、芸能界を辞める。高校卒業後、トヨタ自動車のジュニアセールスマンを経て、芸能界に復帰。
1995年、スーパー戦隊シリーズ『超力戦隊オーレンジャー』のオーレッド・星野吾郎役でドラマ初主演。
2003年から2007年まで、加門良に代わり、マクドナルドのマスコットキャラクター「ドナルド・マクドナルド」の日本語吹き替えを担当していた。
2006年にはムード歌謡グループ・敏いとうとハッピー&ブルーのメンバーとして参加し、2006年から4年間リードヴォーカルとして各地のショーなどを中心に活動していた。2007年発売の敏いとうとハッピー&ブルーの新録版『星降る街角〜湘南物語』では「星降る街角」「よせばいいのに」「わたし祈ってます」など全10曲のうち6曲のボーカルを宍戸が担当している。2009年末にグループより独立。その後はムード歌謡歌手・宍戸マサル（宍戸勝）としてディナーショーやイベントなどに出演し、山本譲二・小金沢昇司・三貴哲成（旧名：三好鉄生）・竹内力らとともにディナーショーも行っている。
コーラスグループ「純烈」がムード歌謡を目指したきっかけは、純烈リーダー・酒井一圭にとって東映戦隊ヒーローの先輩である宍戸が、戦隊ヒーローを務めてそのあとにムード歌謡を始めたことが影響している、という。純烈のデビュー当時は宍戸が「星降る街角」や「射手座の女」などのムード歌謡を指導し「宍戸マサル&純烈」としてスーパー銭湯やホテルのディナーショーなどに出演した。近年は鈴木美潮が主催する特撮関係のイベントにも頻繁に出演している。
2012年8月、スーパー戦隊シリーズの先輩でもある坂元亮介から「赤祭」の座長を引き継いだ。
2013年8月、幼少期から育った東京都日野市の交通安全市民のつどいに登場、警視庁日野警察署より感謝状を贈呈される。
一部有志とともに『獣電戦隊キョウリュウジャー』のエンディングに「チーム・クリスタルスカイ」名義でダンス映像を投稿し、9月8日分の放送で採用された。
2014年2月4日、小金沢昇司が設立した事務所「ジャパンドリームエンターテイメント株式会社」の立ち上げに参加する（2020年5月に宍戸自身が代表を務める「ジャパンドリームミュージック合同会社」に移籍）。
2015年8月、東映戦隊ヒーロー番組の主役たちで結成したグループ歌手「レジェンドヒーロー90's」「宍戸マサル&レジェンドヒーロー」を立ち上げた。
2015年12月、夢レコードより、レジェンドヒーロー90'sの新曲「レジェンドヒーロー」「青い星は輝くだろう」をリリース（宍戸マサル作詞・作曲）。
2016年7月、小金沢昇司初プロデュース「哀愁グラス」リリース、カップリング曲「男の夕陽」は小金沢本人が宍戸のバックコーラスを務めた。
2016年9月、横浜市緑区、神奈川県警緑警察署の1日警察署長を務めた。 2019年1月、呑みどころカラオケBAR「星降る街角」を立川南口にオープンさせた。
2020年5月、芸能事務所「ジャパンドリームミュージック」を立ち上げ、代表に就任。
2021年5月、「敏いとうとハッピー&ブルー」リーダー・敏いとう公認の正式な継承グループとして「新☆敏いとうとハッピー&ブルー」をスタート。グループリーダー兼リードボーカルを務める。
2021年11月、「新☆敏いとうとハッピー&ブルー」第一弾シングル「昭和パラダイス」を日本コロムビアより発売。11月9日に都内にて行われた新曲発表・記者会見には後輩グループの純烈」がに駆け付けた。
2022年7月、カラオケBAR「星降る街角」赤坂店をオープンさせた。
2024年4月、テイチクエンタテインメントに移籍し「赤坂ものがたり」をリリース。これに伴い「新☆敏いとうとハッピー＆ブルー」の名前表記を「新☆ハッピー＆ブルー」に改名。

## 人物
身長183cm。血液型O型。趣味はドライブ・乗馬・ゴルフ。既婚。
宍戸の本家は世田谷で300年続く農園「宍戸園」。総本家は世田谷の給田にある。祖父は元・成城警察署の警部で警視総監賞の受賞者。もともと警察関係者の多い家系。一方で宍戸は子役時代の後、八王子の暴走族で切り込み隊長をしていた時期があり、本人は「やんちゃしていた時期」と回顧している。
『オーレンジャー』で共演したさとう珠緒は、宍戸について、劇場版で遅刻した正岡邦夫をケアしたり、キャンペーンガールとの兼任で多忙であった麻生あゆみを励ますなど、プライベートでもリーダーであったと証言している。また撮影中も弱音や愚痴を言わなかった。宍戸は「暴走族時代の厳しさも影響してるのかな」と語っている。

## 出演

### テレビドラマ
- それゆけ!レッドビッキーズ 第3話「文太を入団させろ」（1980年、テレビ朝日） - 高橋ツトム 役
- ウルトラシリーズ
  - ウルトラマン80 第32話「暗黒の海のモンスターシップ」（1980年、TBS） - 山本明 役
  - ウルトラマンダイナ 第15話「優しい標的」（1997年、毎日放送） - クレア星雲人シオン 役
- スーパー戦隊シリーズ（テレビ朝日）
  - 超力戦隊オーレンジャー（1995年） - 主演・星野吾郎 / オーレッド 役
  - 忍風戦隊ハリケンジャー 巻之四十四「御前様と凶扇獣」（2002年） - 菊池丈 役
  - 海賊戦隊ゴーカイジャー 第31話「衝撃!!秘密作戦」・第32話「力を一つに」（2011年） - 星野吾郎 役
- 月曜ドラマスペシャル「名探偵キャサリン・ヘアデザイナー殺人事件」（1996年、TBS）
- 刑事追う! 第7話（1996年、テレビ東京） - ゲスト
- はるちゃん（1996年、フジテレビ系） - 新井 役
- 南町奉行事件帖 怒れ!求馬 第4話「密命帯びた男の剣」（1998年、TBS・C.A.L） - 長次郎 役
- 大岡越前 第15部 第8話「花嫁割いた母ふたり」（1998年10月26日、TBS・C.A.L） - 松田屋昇太郎 役
- 蘇える金狼（1999年、日本テレビ系）
- 水戸黄門 第28部 第34話「日の本一の謎の影武者・博多」（2000年、TBS・C.A.L）
- 火曜サスペンス劇場 警部補 佃次郎（日本テレビ） - 木村刑事 役
  - 「13・孤独のゆくえ」（2001年7月31日）
  - 「14・永遠のナゾ」（2002年3月12日）
  - 「15・結婚しない女」（2002年7月2日）
  - 「16・女の賭け」（2002年11月12日）
- 新撰組! 第34回「寺田屋大騒動」（2004年、NHK） - 千葉道場塾頭 役
- BSミステリー / 松本清張特別企画・渡された場面 （2005年、テレビ東京） - 今西刑事
- 功名が辻（2006年、NHK） - 佐久間盛政 役
- 次郎長背負い富士（2006年、NHK） - 丹蔵 役
- 月曜ミステリー劇場 西村京太郎サスペンス・十津川警部シリーズ（TBS）
  - 36 河津・天城連続殺人事件（2006年1月9日） - ダイバー 役
  - 40 生命〜ベールに包まれた誕生の秘密〜（2008年10月13日） - 民自党議員 法務副大臣・石倉圭太郎 役
- 夫婦道（2007年、TBS）

### ラジオ・テレビ
- 宍戸マサルとゆうたろうの歌謡ジャック（2014年8月1日 - 2015年1月30日、アール・エフ・ラジオ日本）
- PANORAMAX（毎週土曜20時 - 、FRESH LIVE・アートハートチャンネル）出演：ゆうたろう、宍戸マサル

### CM
- バンダイ「オーレンジャー変身シリーズ」
- レオパレス21
- 花王
- マクドナルド（2003年 - 2007年） - ドナルド・マクドナルドの声〈4代目〉

### 映画
- 超力戦隊オーレンジャー（1995年、東映） - 主演・星野吾郎 / オーレッド 役

### オリジナルビデオ
- スーパー戦隊シリーズ
  - 超力戦隊オーレンジャー スーパービデオ 隊員手帳（1995年、講談社） - 星野五郎 役
  - 超力戦隊オーレンジャー スーパービデオ オーレ!超力情報局（1995年、講談社） - 星野五郎 役
  - 超力戦隊オーレンジャー オーレVSカクレンジャー（1996年、東映ビデオ） - 星野吾郎 / オーレッド 役
  - 激走戦隊カーレンジャーVSオーレンジャー（1997年、東映ビデオ） - 星野吾郎 / オーレッド 役
- 恐怖新聞（1996年、円谷映像） - 高柄文広 役

### テレビアニメ
- 怪人開発部の黒井津さん（2022年） - 第9話ナレーション[12]

## ディスコグラフィ
- 「ドリームイン・東京/恋の命」2011年9月9日発売　アスタエンタテインメント

ドリームイン・東京 作詞：風間文吾/宍戸マサル/作曲：宍戸マサル
恋の命 作詞:宍戸マサル/作曲：宍戸マサル、岡山昭三
- 「夢の物語/愛人」2013年5月8日発売 ユニバーサルミュージック[注釈 3]

夢の物語 作詞:宍戸マサル/作曲:宍戸マサル、岡山昭三
愛人 作詞:荒木とよひさ/作曲:三木たかし
- 「愛のながさき/ウナ・セラ・ディ東京」2014年4月16日発売 アスタエンタテインメント[注釈 4]

愛のながさき 作詞:宍戸マサル/作曲:宍戸マサル
ウナ・セラ・ディ東京 作詞:岩谷時子/作曲:宮川泰
- 「レジェンドヒーロー/青い星は輝くだろう」作詞・作曲：宍戸マサル 2015年12月発売 夢レコード
- 「哀愁グラス／男の夕陽」作詞：やしろよう/作曲：大谷明裕 2016年7月27日発売 徳間ジャパンコミュニケーションズ
- 「宍戸倶楽部」全10曲（星降る街角・よせばいいのに・わたし祈ってます・など）収録した宍戸マサルのベストアルバム 2017年12月発売 徳間ジャパンコミュニケーションズ
- 「黄昏ワルツ/情熱の夜」作詞：やしろよう/作曲：大谷明裕 2018年1月27日発売 徳間ジャパンコミュニケーションズ
- 「昭和パラダイス」構成/作曲：ししどまさる 2021年11月24日発売 日本コロムビア
- 「赤坂ものがたり」作詞：宍戸マサル/作曲：宍戸マサル 2024年4月17日発売　テイチクエンタテインメント